# Алемайеху
Алемайеху (амх. ልዑል አለማየሁ ቴዎድሮስ; 23 апреля 1861, Мэкдэла, Эфиопия — 14 ноября 1879, Лидс, Великобритания) — сын императора Эфиопии Теодроса II и Тируорк Вубе. В период правления отца — наследник престола Эфиопии.

## Биография
После поражения в битве при Мэкдэле отец Алемайеху, Теодрос II, покончил с собой, застрелившись из пистолета 13 апреля 1868 года.
Попав в руки англичан, молодой принц был доставлен на территорию Великобритании под надзором английского путешественника Тристама Спиди. Проживая в доме Спиди на острове Уайт, принц привлёк внимание королевы Виктории во время пребывания той в своей резиденции Осборн-хаус. Королева проявляла большой интерес к жизни Алемайеху.
В течение некоторого времени Алемайеху проживал в Британской Индии со Спиди и его супругой, однако британское правительство решило, что принц должен получить образование в Англии, и он был отправлен в Челтнем, чтобы обучаться в местном колледже под протекцией Томаса Джекс-Блейка. В 1875 году Джекс-Блейк и Алемайеху переехали в Рагби, где последний поступил в частную школу Рагби. Одним из его наставников был Сирил Рэнсом, в будущем — отец Артура Рэнсома.
В 1878 году Алемайеху был зачислен в Королевское военное училище в Сандхерсте, но уже в следующем году перешёл в военную академию в Фар-Хедингли в Лидсе.
Спустя неделю после прибытия в Лидс принц заболел плевритом, а ещё через шесть дней он скончался, несмотря на тщательный уход во время болезни со стороны доктора Клиффорда Оллбатта и других медиков. Королева Виктория распорядилась о том, чтобы Алемайеху был похоронен 21 ноября 1879 года в усыпальнице английских королей – часовне Св. Георгия в Виндзорском замке.

## Похороны. Память
На похоронах присутствовали наставник сына Теодроса, Сирил Рэнсом, британский министр финансов Генри Стаффорд Норткот, генерал Роберт Нэпьер и Тристам Спиди. Памятная латунная табличка в часовне Св. Георгия у Виндзорского замка гласит: «Я был странником, и вы приняли меня», хотя сам Алемайеху был погребён не внутри самой часовни, а в кирпичном склепе неподалёку от неё.
История жизни Алемайеху была изложена в радиоспектакле Питера Страффорда Я был незнакомцем. Премьера радиоспектакля состоялась в мае 2004 года на BBC Radio 4. Исполнителем главной роли стал актёр нигерийского происхождения Чиветел Эджиофор.
В 2007 году эфиопское правительство просило власти Великобритании о передаче останков принца для перезахоронения в Эфиопии.